# Tour de France 1905
Il Tour de France 1905, terza edizione della Grande Boucle, si svolse in undici tappe tra il 9 luglio e il 30 luglio 1905, per un percorso totale di 3 021 km, poi ridotti a 2 994 km.
Fu vinto per la prima e unica volta dal francese Louis Trousselier; egli giunse sul gradino più alto del podio all'esordio nella Grande Boucle e diventò il terzo francese ad aggiudicarsi la corsa. Vinse con 35 punti e un tempo di 109h55'39".
Dietro a Trousselier giunsero sul podio altri due francesi, Hippolyte Aucouturier (al primo e unico podio in carriera al Tour come secondo classificato) e Jean Baptiste Dortignacq (terzo classificato e per la seconda e ultima volta sul podio di Parigi dopo la seconda posizione dell'anno precedente). Si trattò quindi del terzo successo di un ciclista francese su tre Tour organizzati.

## Tappe
| Tappa  | Data      | Percorso               | km    | Vincitore di tappa       | Leader cl. generale |
| ------ | --------- | ---------------------- | ----- | ------------------------ | ------------------- |
| 1ª     | 9 luglio  | Parigi > Nancy         | 340   | Louis Trousselier        | Louis Trousselier   |
| 2ª     | 11 luglio | Nancy > Besançon       | 299   | Hippolyte Aucouturier    | René Pottier        |
| 3ª     | 15 luglio | Besançon > Grenoble    | 327   | Louis Trousselier        | Louis Trousselier   |
| 4ª     | 16 luglio | Grenoble > Tolone      | 348   | Hippolyte Aucouturier    | Louis Trousselier   |
| 5ª     | 18 luglio | Tolone > Nîmes         | 192   | Louis Trousselier        | Louis Trousselier   |
| 6ª     | 20 luglio | Nîmes > Tolosa         | 307   | Jean-Baptiste Dortignacq | Louis Trousselier   |
| 7ª     | 23 luglio | Tolosa > Bordeaux      | 268   | Louis Trousselier        | Louis Trousselier   |
| 8ª     | 25 luglio | Bordeaux > La Rochelle | 257   | Hippolyte Aucouturier    | Louis Trousselier   |
| 9ª     | 27 luglio | La Rochelle > Rennes   | 263   | Louis Trousselier        | Louis Trousselier   |
| 10ª    | 29 luglio | Rennes > Caen          | 167   | Jean-Baptiste Dortignacq | Louis Trousselier   |
| 11ª    | 30 luglio | Caen > Parigi          | 253   | Jean-Baptiste Dortignacq | Louis Trousselier   |
| Totale | Totale    | Totale                 | 2 994 |                          |                     |

## Resoconto degli eventi

Tour de France (1905). La corsa attraversa Rouen, il traffico è bloccato e la gente si assiepa ai bordi delle strade per vedere i corridori.

Nel 1905 ci furono numerose novità rispetto alle due edizioni precedenti. Innanzitutto la classifica generale non fu più a tempo, ma a punti. Al termine di ogni tappa a tutti i partecipanti veniva assegnata una quantità di punti calcolata in base alla classifica di tappa e ai distacchi (un punto ogni cinque minuti di differenza); alla fine della competizione il ciclista con meno punti avrebbe vinto. Anche il percorso fu differente: undici tappe più brevi invece delle sei delle precedenti edizioni, con nuove città come sedi di tappa. Tutti i ciclisti partecipanti furono francesi a eccezione dei tre belgi Julien Maitron (decimo nella classifica generale), Aloïs Catteau (undicesimo) e Julien Lootens (ventesimo).
Inoltre furono affrontate per la prima volta delle vere salite, il massiccio dei Vosgi (con il Ballon d'Alsace) e le Alpi. Proprio sul Ballon d'Alsace René Pottier fu protagonista di una grande impresa per l'epoca: salendo a una media di 20 km/h senza mai scendere dalla bici staccò tutti gli avversari, salendo in testa alla classifica generale, ma ritirandosi nella tappa seguente a causa di una tendinite.
Anche in questa edizione ci furono numerosi problemi, dovuti soprattutto a boicottaggi del pubblico che riempiva di chiodi i percorsi cittadini delle tappe per protestare contro il passaggio del Tour (durante la tappa da Nancy a Besançon forarono tutti, Jean-Baptiste Dortignacq per ben quindici volte). Per questo molte tappe furono interrotte prima dell'ingresso nelle città e dei 3 021 km totali previsti ne furono percorsi 2 994. Anche in questa occasione Henri Desgrange fu sull'orlo delle dimissioni e minacciò di bloccare la corsa.
La vittoria andò a Louis Trousselier, che fu il leader della classifica per quasi tutta la competizione, fatta eccezione per una breve parentesi di Pottier dopo il Ballon d'Alsace. Secondo si classificò Hippolyte Aucouturier e terzo Jean-Baptiste Dortignacq. Questi tre atleti si spartirono anche le tappe: Trousselier se ne aggiudicò cinque, mentre Aucouturier e Dortignacq ne vinsero tre a testa. Fu inoltre la prima vittoria di una squadra, la Peugeot.
Trousselier riuscì a vincere la corsa da esordiente, come i suoi predecessori Maurice Garin e Henri Cornet, e salirà un'altra volta sul podio di Parigi nell'edizione successiva del 1906, in qualità di terzo classificato. Dortignacq, invece, fu il primo ciclista a salire sul podio in due diverse edizioni del Tour de France.
Al Tour de France 1905 parteciparono 60 corridori, quasi tutti francesi, ma solo 24 giunsero a Parigi.

## Classifiche finali

### Classifica generale
| Pos. | Corridore             | Squadra      | Punti |
| ---- | --------------------- | ------------ | ----- |
| 1    | Louis Trousselier     | Peugeot      | 35    |
| 2    | Hippolyte Aucouturier | Peugeot      | 61    |
| 3    | J.B. Dortignacq       | Indipendente | 64    |
| 4    | Émile Georget         | Indipendente | 123   |
| 5    | Lucien Petit-Breton   | Indipendente | 155   |
| 6    | Augustin Ringeval     | Indipendente | 202   |
| 7    | Paul Chauvet          | Indipendente | 231   |
| 8    | Philippe Pautrat      | Indipendente | 248   |
| 9    | Julien Gabory         | Indipendente | 255   |
| 10   | Julien Maitron        | Peugeot      | 304   |